# 梅梅州
梅梅（Meme）是喀麦隆西南区的一个州，面積3,105平方公里，2001年人口300,318，南面是法科州。梅梅的首府是昆巴。

## 行政区划
梅梅下辖3个县：
1. Konye
2. 昆巴
3. Mbonge